# Lubná (stacja kolejowa)
Lubná – stacja kolejowa w miejscowości Lubná, w kraju środkowoczeskim, w Czechach. Znajduje się na wysokości 390 m n.p.m.
Na stacji nie ma możliwości zakupu biletów, a obsługa podróżnych odbywa się w pociągu. 

## Linie kolejowe
- 162 Rakovník - Mladotice